# Brian (frazione)
Brian (El Brian in veneto) è una frazione divisa tra i comuni di Caorle ed Eraclea, in provincia di Venezia.
I confini della frazione sono il canale Revedoli, il Largon, la Livenza Morta e il canale Brian che, fino alla fine del 1940, è stato un importante nodo per la navigazione interna.
Questa località è la più antica di Eraclea. I ritrovamenti del 1957 nella tenuta Romiati hanno fatto emergere le fondazioni del Portus Liquentiae che dimostra la sua esistenza in epoca romana. Brian era un luogo di scambio marittimo.
In territorio di Caorle, sulla riva destra del canale Revedoli, esiste una delle chiese più antiche tra quelle presenti in questo comune. Eretta nel 1678 e dedicata a Santa Maria Elisabetta, subì dei restauri nel 1732 e nel 1890. Durante la prima guerra mondiale rimase indenne.
Il 1º ottobre 1963, quando si costituì la parrocchia di Santa Maria Elisabetta, il vecchio edificio risultò troppo piccolo e perciò si decise di costruire una nuova chiesa.
Attualmente, Brian fa parte della parrocchia di Croce Gloriosa, facente parte del vicariato di Caorle all'interno del patriarcato di Venezia.